# Liste des planètes mineures (744001-745000)
Voici la liste des planètes mineures numérotées de 744001 à 745000. Les planètes mineures sont numérotées lorsque leur orbite est confirmée, ce qui peut parfois se produire longtemps après leur découverte. Elles sont classées ici par leur numéro.

## Planètes mineures 744001 à 745000
- (744001) 2009 BD16
- (744002) 2009 BY20
- (744003) 2009 BS22
- (744004) 2009 BW24
- (744005) 2009 BR25
- (744006) 2009 BZ25
- (744007) 2009 BZ34
- (744008) 2009 BT39
- (744009) 2009 BZ42
- (744010) 2009 BU45
- (744011) 2009 BG47
- (744012) 2009 BC52
- (744013) 2009 BK54
- (744014) 2009 BA57
- (744015) 2009 BK63
- (744016) 2009 BB64
- (744017) 2009 BP65
- (744018) 2009 BO66
- (744019) 2009 BO71
- (744020) 2009 BV71
- (744021) 2009 BK74
- (744022) 2009 BD75
- (744023) 2009 BS75
- (744024) 2009 BE78
- (744025) 2009 BM78
- (744026) 2009 BE82
- (744027) 2009 BJ82
- (744028) 2009 BX82
- (744029) 2009 BQ83
- (744030) 2009 BD84
- (744031) 2009 BH95
- (744032) 2009 BO95
- (744033) 2009 BU95
- (744034) 2009 BB100
- (744035) 2009 BE112
- (744036) 2009 BC116
- (744037) 2009 BM117
- (744038) 2009 BS117
- (744039) 2009 BN119
- (744040) 2009 BZ119
- (744041) 2009 BC120
- (744042) 2009 BG121
- (744043) 2009 BM122
- (744044) 2009 BV128
- (744045) 2009 BJ132
- (744046) 2009 BL132
- (744047) 2009 BG133
- (744048) 2009 BN137
- (744049) 2009 BH139
- (744050) 2009 BN139
- (744051) 2009 BB141
- (744052) 2009 BP141
- (744053) 2009 BF148
- (744054) 2009 BB154
- (744055) 2009 BD155
- (744056) 2009 BS156
- (744057) 2009 BB161
- (744058) 2009 BD161
- (744059) 2009 BC164
- (744060) 2009 BO169
- (744061) 2009 BS171
- (744062) 2009 BY173
- (744063) 2009 BE176
- (744064) 2009 BR179
- (744065) 2009 BQ181
- (744066) 2009 BJ184
- (744067) 2009 BP185
- (744068) 2009 BV187
- (744069) 2009 BP188
- (744070) 2009 BU192
- (744071) 2009 BS194
- (744072) 2009 BE196
- (744073) 2009 BK196
- (744074) 2009 BY196
- (744075) 2009 BQ197
- (744076) 2009 BU197
- (744077) 2009 BU198
- (744078) 2009 BG199
- (744079) 2009 BQ199
- (744080) 2009 BU199
- (744081) 2009 BY199
- (744082) 2009 BB200
- (744083) 2009 BD200
- (744084) 2009 BH200
- (744085) 2009 BU200
- (744086) 2009 BJ201
- (744087) 2009 BH202
- (744088) 2009 BW202
- (744089) 2009 BX202
- (744090) 2009 BA203
- (744091) 2009 BB204
- (744092) 2009 BJ204
- (744093) 2009 BM204
- (744094) 2009 BN204
- (744095) 2009 BE205
- (744096) 2009 BD206
- (744097) 2009 BH206
- (744098) 2009 BO207
- (744099) 2009 BV209
- (744100) 2009 BB210
- (744101) 2009 BA213
- (744102) 2009 BW214
- (744103) 2009 CC3
- (744104) 2009 CH3
- (744105) 2009 CH5
- (744106) 2009 CM5
- (744107) 2009 CT8
- (744108) 2009 CB9
- (744109) 2009 CH23
- (744110) 2009 CG26
- (744111) 2009 CP34
- (744112) 2009 CR36
- (744113) 2009 CN38
- (744114) 2009 CB43
- (744115) 2009 CH43
- (744116) 2009 CV43
- (744117) 2009 CK44
- (744118) 2009 CE45
- (744119) 2009 CY45
- (744120) 2009 CB50
- (744121) 2009 CN50
- (744122) 2009 CX51
- (744123) 2009 CZ51
- (744124) 2009 CA52
- (744125) 2009 CL55
- (744126) 2009 CN57
- (744127) 2009 CT59
- (744128) 2009 CW60
- (744129) 2009 CU63
- (744130) 2009 CS67
- (744131) 2009 CP68
- (744132) 2009 CX68
- (744133) 2009 CZ68
- (744134) 2009 CP69
- (744135) 2009 CB70
- (744136) 2009 CP70
- (744137) 2009 CA71
- (744138) 2009 CF71
- (744139) 2009 CZ71
- (744140) 2009 CE72
- (744141) 2009 CN75
- (744142) 2009 CO76
- (744143) 2009 DJ
- (744144) 2009 DY3
- (744145) 2009 DN5
- (744146) 2009 DP12
- (744147) 2009 DR13
- (744148) 2009 DM21
- (744149) 2009 DR23
- (744150) 2009 DX25
- (744151) 2009 DA28
- (744152) 2009 DO28
- (744153) 2009 DC30
- (744154) 2009 DW34
- (744155) 2009 DE40
- (744156) 2009 DE44
- (744157) 2009 DK48
- (744158) 2009 DO48
- (744159) 2009 DM50
- (744160) 2009 DS52
- (744161) 2009 DD55
- (744162) 2009 DR55
- (744163) 2009 DE56
- (744164) 2009 DS58
- (744165) 2009 DU61
- (744166) 2009 DW68
- (744167) 2009 DO83
- (744168) 2009 DV89
- (744169) 2009 DA93
- (744170) 2009 DX96
- (744171) 2009 DU97
- (744172) 2009 DC100
- (744173) 2009 DN107
- (744174) 2009 DO107
- (744175) 2009 DV113
- (744176) 2009 DR115
- (744177) 2009 DB118
- (744178) 2009 DJ120
- (744179) 2009 DC127
- (744180) 2009 DJ129
- (744181) 2009 DZ132
- (744182) 2009 DF134
- (744183) 2009 DZ134
- (744184) 2009 DC136
- (744185) 2009 DW137
- (744186) 2009 DG145
- (744187) 2009 DK145
- (744188) 2009 DP145
- (744189) 2009 DJ146
- (744190) 2009 DA147
- (744191) 2009 DT147
- (744192) 2009 DK148
- (744193) 2009 DU148
- (744194) 2009 DJ149
- (744195) 2009 DM149
- (744196) 2009 DH150
- (744197) 2009 DO150
- (744198) 2009 DR150
- (744199) 2009 DM152
- (744200) 2009 DX153
- (744201) 2009 DO156
- (744202) 2009 DT156
- (744203) 2009 DY157
- (744204) 2009 DS158
- (744205) 2009 EF7
- (744206) 2009 EF9
- (744207) 2009 ER11
- (744208) 2009 EY21
- (744209) 2009 EJ24
- (744210) 2009 EY32
- (744211) 2009 EG33
- (744212) 2009 EK33
- (744213) 2009 EP33
- (744214) 2009 ER33
- (744215) 2009 EW33
- (744216) 2009 EK34
- (744217) 2009 EO34
- (744218) 2009 EV34
- (744219) 2009 ED35
- (744220) 2009 EP35
- (744221) 2009 ED36
- (744222) 2009 EN36
- (744223) 2009 ET36
- (744224) 2009 EN37
- (744225) 2009 EW37
- (744226) 2009 EG38
- (744227) 2009 FR2
- (744228) 2009 FX2
- (744229) 2009 FC6
- (744230) 2009 FR6
- (744231) 2009 FO13
- (744232) 2009 FY22
- (744233) 2009 FT28
- (744234) 2009 FG36
- (744235) 2009 FR39
- (744236) 2009 FZ42
- (744237) 2009 FG45
- (744238) 2009 FP53
- (744239) 2009 FT53
- (744240) 2009 FY53
- (744241) 2009 FM54
- (744242) 2009 FU54
- (744243) 2009 FO55
- (744244) 2009 FN57
- (744245) 2009 FW70
- (744246) 2009 FR78
- (744247) 2009 FU79
- (744248) 2009 FA82
- (744249) 2009 FD82
- (744250) 2009 FL82
- (744251) 2009 FB83
- (744252) 2009 FJ83
- (744253) 2009 FK83
- (744254) 2009 FF84
- (744255) 2009 FN84
- (744256) 2009 FT84
- (744257) 2009 FB86
- (744258) 2009 FO86
- (744259) 2009 FX86
- (744260) 2009 FP87
- (744261) 2009 FC88
- (744262) 2009 FE89
- (744263) 2009 FF90
- (744264) 2009 FH90
- (744265) 2009 FQ90
- (744266) 2009 FR90
- (744267) 2009 FV90
- (744268) 2009 FF93
- (744269) 2009 GC2
- (744270) 2009 GY6
- (744271) 2009 GB7
- (744272) 2009 GD8
- (744273) 2009 GK8
- (744274) 2009 HD1
- (744275) 2009 HV6
- (744276) 2009 HA15
- (744277) 2009 HB16
- (744278) 2009 HY17
- (744279) 2009 HG18
- (744280) 2009 HY20
- (744281) 2009 HD21
- (744282) 2009 HN21
- (744283) 2009 HN22
- (744284) 2009 HS22
- (744285) 2009 HL30
- (744286) 2009 HW30
- (744287) 2009 HY35
- (744288) 2009 HX37
- (744289) 2009 HP43
- (744290) 2009 HH47
- (744291) 2009 HT49
- (744292) 2009 HX54
- (744293) 2009 HH57
- (744294) 2009 HF66
- (744295) 2009 HW80
- (744296) 2009 HC86
- (744297) 2009 HW86
- (744298) 2009 HN88
- (744299) 2009 HF89
- (744300) 2009 HU105
- (744301) 2009 HM111
- (744302) 2009 HO111
- (744303) 2009 HQ111
- (744304) 2009 HR111
- (744305) 2009 HT111
- (744306) 2009 HY112
- (744307) 2009 HW113
- (744308) 2009 HC114
- (744309) 2009 HO114
- (744310) 2009 HG115
- (744311) 2009 HO116
- (744312) 2009 HY116
- (744313) 2009 HP117
- (744314) 2009 HU117
- (744315) 2009 HJ119
- (744316) 2009 HO121
- (744317) 2009 HN124
- (744318) 2009 HX124
- (744319) 2009 JK3
- (744320) 2009 JD10
- (744321) 2009 JG11
- (744322) 2009 JU13
- (744323) 2009 JN15
- (744324) 2009 JL18
- (744325) 2009 JS19
- (744326) 2009 JR20
- (744327) 2009 JT21
- (744328) 2009 JL22
- (744329) 2009 JB23
- (744330) 2009 KV3
- (744331) 2009 KB9
- (744332) 2009 KZ11
- (744333) 2009 KY15
- (744334) 2009 KP16
- (744335) 2009 KJ18
- (744336) 2009 KY22
- (744337) 2009 KS37
- (744338) 2009 KZ38
- (744339) 2009 KE39
- (744340) 2009 KF39
- (744341) 2009 KO39
- (744342) 2009 KQ40
- (744343) 2009 KC41
- (744344) 2009 KN41
- (744345) 2009 KT41
- (744346) 2009 KX42
- (744347) 2009 KF43
- (744348) 2009 KJ43
- (744349) 2009 KR43
- (744350) 2009 LF1
- (744351) 2009 LU1
- (744352) 2009 LE5
- (744353) 2009 LP7
- (744354) 2009 LS7
- (744355) 2009 LY7
- (744356) 2009 MP2
- (744357) 2009 MR3
- (744358) 2009 MN11
- (744359) 2009 MR11
- (744360) 2009 MV11
- (744361) 2009 NP2
- (744362) 2009 OA7
- (744363) 2009 OJ9
- (744364) 2009 OT16
- (744365) 2009 OV17
- (744366) 2009 OC19
- (744367) 2009 OU21
- (744368) 2009 OK25
- (744369) 2009 OT26
- (744370) 2009 OX26
- (744371) 2009 OM27
- (744372) 2009 OG28
- (744373) 2009 OH28
- (744374) 2009 OO28
- (744375) 2009 PG9
- (744376) 2009 PX9
- (744377) 2009 PB11
- (744378) 2009 PN12
- (744379) 2009 PS19
- (744380) 2009 PE22
- (744381) 2009 PM23
- (744382) 2009 QB1
- (744383) 2009 QO1
- (744384) 2009 QS6
- (744385) 2009 QZ9
- (744386) 2009 QT12
- (744387) 2009 QU15
- (744388) 2009 QQ17
- (744389) 2009 QU21
- (744390) 2009 QQ22
- (744391) 2009 QP24
- (744392) 2009 QT25
- (744393) 2009 QL29
- (744394) 2009 QV29
- (744395) 2009 QZ31
- (744396) 2009 QN34
- (744397) 2009 QV41
- (744398) 2009 QE42
- (744399) 2009 QA43
- (744400) 2009 QT44
- (744401) 2009 QD45
- (744402) 2009 QM46
- (744403) 2009 QG50
- (744404) 2009 QH54
- (744405) 2009 QA55
- (744406) 2009 QC55
- (744407) 2009 QD56
- (744408) 2009 QU56
- (744409) 2009 QY59
- (744410) 2009 QF61
- (744411) 2009 QY63
- (744412) 2009 QO66
- (744413) 2009 QB67
- (744414) 2009 QG67
- (744415) 2009 QH67
- (744416) 2009 QN67
- (744417) 2009 QO67
- (744418) 2009 QQ67
- (744419) 2009 QG68
- (744420) 2009 QP68
- (744421) 2009 QX68
- (744422) 2009 QJ69
- (744423) 2009 QL71
- (744424) 2009 QV73
- (744425) 2009 QQ75
- (744426) 2009 RK2
- (744427) 2009 RM8
- (744428) 2009 RQ8
- (744429) 2009 RY19
- (744430) 2009 RY29
- (744431) 2009 RX35
- (744432) 2009 RP37
- (744433) 2009 RR38
- (744434) 2009 RJ40
- (744435) 2009 RT42
- (744436) 2009 RS52
- (744437) 2009 RB56
- (744438) 2009 RA58
- (744439) 2009 RM62
- (744440) 2009 RQ62
- (744441) 2009 RT62
- (744442) 2009 RZ62
- (744443) 2009 RW64
- (744444) 2009 RC67
- (744445) 2009 RN67
- (744446) 2009 RO70
- (744447) 2009 RR71
- (744448) 2009 RB74
- (744449) 2009 RU74
- (744450) 2009 RH76
- (744451) 2009 RD77
- (744452) 2009 RS77
- (744453) 2009 RW79
- (744454) 2009 RX80
- (744455) 2009 RP82
- (744456) 2009 SE7
- (744457) 2009 SQ13
- (744458) 2009 SG14
- (744459) 2009 SK17
- (744460) 2009 SH24
- (744461) 2009 SY25
- (744462) 2009 SO34
- (744463) 2009 SX34
- (744464) 2009 ST43
- (744465) 2009 SD53
- (744466) 2009 SL58
- (744467) 2009 SQ58
- (744468) 2009 SN59
- (744469) 2009 SH66
- (744470) 2009 SB68
- (744471) 2009 SF68
- (744472) 2009 SG73
- (744473) 2009 SK77
- (744474) 2009 SV77
- (744475) 2009 SJ82
- (744476) 2009 SS83
- (744477) 2009 SU84
- (744478) 2009 SW87
- (744479) 2009 SP88
- (744480) 2009 SE89
- (744481) 2009 SM89
- (744482) 2009 SN90
- (744483) 2009 SG93
- (744484) 2009 SZ94
- (744485) 2009 SL95
- (744486) 2009 SL97
- (744487) 2009 SB98
- (744488) 2009 SV105
- (744489) 2009 SR108
- (744490) 2009 SE112
- (744491) 2009 SE128
- (744492) 2009 SM128
- (744493) 2009 SU129
- (744494) 2009 SM130
- (744495) 2009 SK131
- (744496) 2009 ST132
- (744497) 2009 ST135
- (744498) 2009 SR140
- (744499) 2009 SH151
- (744500) 2009 SR151
- (744501) 2009 SZ157
- (744502) 2009 SL159
- (744503) 2009 SS163
- (744504) 2009 SV168
- (744505) 2009 SO180
- (744506) 2009 SD186
- (744507) 2009 SS187
- (744508) 2009 SY187
- (744509) 2009 SG197
- (744510) 2009 SY205
- (744511) 2009 SO206
- (744512) 2009 SQ212
- (744513) 2009 SY216
- (744514) 2009 SV218
- (744515) 2009 SL221
- (744516) 2009 SJ222
- (744517) 2009 SS222
- (744518) 2009 SH228
- (744519) 2009 ST230
- (744520) 2009 SG231
- (744521) 2009 ST231
- (744522) 2009 SG232
- (744523) 2009 SG239
- (744524) 2009 SM244
- (744525) 2009 SE245
- (744526) 2009 SW250
- (744527) 2009 SF258
- (744528) 2009 ST258
- (744529) 2009 SN260
- (744530) 2009 ST263
- (744531) 2009 SR267
- (744532) 2009 SV268
- (744533) 2009 SM270
- (744534) 2009 ST279
- (744535) 2009 SN283
- (744536) 2009 SD284
- (744537) 2009 ST287
- (744538) 2009 SL289
- (744539) 2009 SW294
- (744540) 2009 SB295
- (744541) 2009 SG295
- (744542) 2009 SQ300
- (744543) 2009 SH303
- (744544) 2009 SJ305
- (744545) 2009 SC306
- (744546) 2009 SS307
- (744547) 2009 SS317
- (744548) 2009 SW318
- (744549) 2009 SB323
- (744550) 2009 SA327
- (744551) 2009 ST331
- (744552) 2009 SU332
- (744553) 2009 SB344
- (744554) 2009 SQ344
- (744555) 2009 SD350
- (744556) 2009 SK351
- (744557) 2009 ST351
- (744558) 2009 SG355
- (744559) 2009 SX356
- (744560) 2009 SV360
- (744561) 2009 SO362
- (744562) 2009 SS366
- (744563) 2009 SD371
- (744564) 2009 SV372
- (744565) 2009 SV373
- (744566) 2009 SX373
- (744567) 2009 SZ373
- (744568) 2009 SB374
- (744569) 2009 SG374
- (744570) 2009 SJ374
- (744571) 2009 SF375
- (744572) 2009 SA376
- (744573) 2009 SK376
- (744574) 2009 SZ376
- (744575) 2009 SA377
- (744576) 2009 SM377
- (744577) 2009 SN377
- (744578) 2009 SD378
- (744579) 2009 SN378
- (744580) 2009 ST378
- (744581) 2009 SM379
- (744582) 2009 SP380
- (744583) 2009 SN382
- (744584) 2009 SP382
- (744585) 2009 SF383
- (744586) 2009 SP383
- (744587) 2009 SE384
- (744588) 2009 SJ384
- (744589) 2009 SA385
- (744590) 2009 SU385
- (744591) 2009 SB386
- (744592) 2009 SD386
- (744593) 2009 SN386
- (744594) 2009 SO389
- (744595) 2009 SQ392
- (744596) 2009 SX392
- (744597) 2009 SB396
- (744598) 2009 ST396
- (744599) 2009 SJ401
- (744600) 2009 ST405
- (744601) 2009 SS407
- (744602) 2009 SX415
- (744603) 2009 SN419
- (744604) 2009 SP420
- (744605) 2009 TT2
- (744606) 2009 TU5
- (744607) 2009 TV7
- (744608) 2009 TL9
- (744609) 2009 TB10
- (744610) 2009 TZ11
- (744611) 2009 TG19
- (744612) 2009 TX31
- (744613) 2009 TH38
- (744614) 2009 TS38
- (744615) 2009 TJ40
- (744616) 2009 TU41
- (744617) 2009 TL50
- (744618) 2009 TF51
- (744619) 2009 TA52
- (744620) 2009 TG52
- (744621) 2009 TX57
- (744622) 2009 UO
- (744623) 2009 UT
- (744624) 2009 UE12
- (744625) 2009 UQ13
- (744626) 2009 UG14
- (744627) 2009 UB28
- (744628) 2009 UQ33
- (744629) 2009 UA39
- (744630) 2009 UM41
- (744631) 2009 UM48
- (744632) 2009 UM52
- (744633) 2009 US54
- (744634) 2009 US56
- (744635) 2009 UT56
- (744636) 2009 UM60
- (744637) 2009 UE64
- (744638) 2009 UW66
- (744639) 2009 UA68
- (744640) 2009 UD69
- (744641) 2009 UV70
- (744642) 2009 UZ77
- (744643) 2009 UA80
- (744644) 2009 UK86
- (744645) 2009 UZ86
- (744646) 2009 UC89
- (744647) 2009 UA119
- (744648) 2009 UT121
- (744649) 2009 UO123
- (744650) 2009 UQ129
- (744651) 2009 UT129
- (744652) 2009 UB131
- (744653) 2009 UR131
- (744654) 2009 UF138
- (744655) 2009 UR142
- (744656) 2009 UQ145
- (744657) 2009 UG147
- (744658) 2009 UE149
- (744659) 2009 UO160
- (744660) 2009 UH161
- (744661) 2009 UO161
- (744662) 2009 UB162
- (744663) 2009 UU162
- (744664) 2009 UC163
- (744665) 2009 UO163
- (744666) 2009 UE165
- (744667) 2009 UL166
- (744668) 2009 UP167
- (744669) 2009 UR167
- (744670) 2009 UU167
- (744671) 2009 UV167
- (744672) 2009 UL168
- (744673) 2009 UQ170
- (744674) 2009 UR172
- (744675) 2009 UV175
- (744676) 2009 UL176
- (744677) 2009 UE177
- (744678) 2009 UZ188
- (744679) 2009 VS4
- (744680) 2009 VC6
- (744681) 2009 VC7
- (744682) 2009 VN13
- (744683) 2009 VX13
- (744684) 2009 VF14
- (744685) 2009 VN15
- (744686) 2009 VM17
- (744687) 2009 VQ21
- (744688) 2009 VF28
- (744689) 2009 VT34
- (744690) 2009 VZ34
- (744691) 2009 VJ36
- (744692) 2009 VJ40
- (744693) 2009 VJ42
- (744694) 2009 VM46
- (744695) 2009 VV46
- (744696) 2009 VB49
- (744697) 2009 VK51
- (744698) 2009 VJ65
- (744699) 2009 VC73
- (744700) 2009 VT74
- (744701) 2009 VY75
- (744702) 2009 VM82
- (744703) 2009 VB84
- (744704) 2009 VH84
- (744705) 2009 VS87
- (744706) 2009 VW87
- (744707) 2009 VX87
- (744708) 2009 VL90
- (744709) 2009 VY110
- (744710) 2009 VQ112
- (744711) 2009 VP115
- (744712) 2009 VK121
- (744713) 2009 VH122
- (744714) 2009 VH126
- (744715) 2009 VB127
- (744716) 2009 VS127
- (744717) 2009 VK131
- (744718) 2009 WX4
- (744719) 2009 WG5
- (744720) 2009 WJ7
- (744721) 2009 WB12
- (744722) 2009 WY28
- (744723) 2009 WP29
- (744724) 2009 WC31
- (744725) 2009 WO37
- (744726) 2009 WE41
- (744727) 2009 WF45
- (744728) 2009 WH54
- (744729) 2009 WN54
- (744730) 2009 WG58
- (744731) 2009 WB59
- (744732) 2009 WQ59
- (744733) 2009 WA62
- (744734) 2009 WP63
- (744735) 2009 WM64
- (744736) 2009 WN65
- (744737) 2009 WL68
- (744738) 2009 WC75
- (744739) 2009 WE75
- (744740) 2009 WM80
- (744741) 2009 WQ84
- (744742) 2009 WY86
- (744743) 2009 WS87
- (744744) 2009 WE89
- (744745) 2009 WZ94
- (744746) 2009 WH95
- (744747) 2009 WJ96
- (744748) 2009 WZ98
- (744749) 2009 WT100
- (744750) 2009 WU101
- (744751) 2009 WV103
- (744752) 2009 WL107
- (744753) 2009 WD108
- (744754) 2009 WM110
- (744755) 2009 WC112
- (744756) 2009 WM116
- (744757) 2009 WO117
- (744758) 2009 WJ121
- (744759) 2009 WZ123
- (744760) 2009 WD125
- (744761) 2009 WC127
- (744762) 2009 WM150
- (744763) 2009 WE158
- (744764) 2009 WX163
- (744765) 2009 WO168
- (744766) 2009 WS171
- (744767) 2009 WQ173
- (744768) 2009 WQ175
- (744769) 2009 WZ177
- (744770) 2009 WG178
- (744771) 2009 WM182
- (744772) 2009 WO190
- (744773) 2009 WR191
- (744774) 2009 WD194
- (744775) 2009 WM194
- (744776) 2009 WT196
- (744777) 2009 WT199
- (744778) 2009 WP204
- (744779) 2009 WN210
- (744780) 2009 WY212
- (744781) 2009 WJ213
- (744782) 2009 WH214
- (744783) 2009 WA223
- (744784) 2009 WK225
- (744785) 2009 WM225
- (744786) 2009 WK228
- (744787) 2009 WB229
- (744788) 2009 WD240
- (744789) 2009 WG243
- (744790) 2009 WP248
- (744791) 2009 WS255
- (744792) 2009 WN264
- (744793) 2009 WF265
- (744794) 2009 WG271
- (744795) 2009 WM272
- (744796) 2009 WW272
- (744797) 2009 WE274
- (744798) 2009 WO274
- (744799) 2009 WR274
- (744800) 2009 WW274
- (744801) 2009 WL275
- (744802) 2009 WB279
- (744803) 2009 WL279
- (744804) 2009 WR279
- (744805) 2009 WL281
- (744806) 2009 WT281
- (744807) 2009 WB282
- (744808) 2009 WE282
- (744809) 2009 WM284
- (744810) 2009 WR286
- (744811) 2009 WP289
- (744812) 2009 WD291
- (744813) 2009 XC
- (744814) 2009 XN4
- (744815) 2009 XQ6
- (744816) 2009 XA10
- (744817) 2009 XM10
- (744818) 2009 XT13
- (744819) 2009 XG16
- (744820) 2009 XG17
- (744821) 2009 XB20
- (744822) 2009 XT21
- (744823) 2009 XH24
- (744824) 2009 XJ26
- (744825) 2009 XJ27
- (744826) 2009 XB30
- (744827) 2009 XU30
- (744828) 2009 YN4
- (744829) 2009 YD9
- (744830) 2009 YY12
- (744831) 2009 YJ19
- (744832) 2009 YO23
- (744833) 2009 YR23
- (744834) 2009 YG27
- (744835) 2009 YD28
- (744836) 2009 YR28
- (744837) 2009 YX30
- (744838) 2009 YQ32
- (744839) 2010 AN8
- (744840) 2010 AK9
- (744841) 2010 AC13
- (744842) 2010 AT13
- (744843) 2010 AA17
- (744844) 2010 AB18
- (744845) 2010 AW53
- (744846) 2010 AW78
- (744847) 2010 AD158
- (744848) 2010 AF158
- (744849) 2010 AT158
- (744850) 2010 AJ162
- (744851) 2010 AL166
- (744852) 2010 BB3
- (744853) 2010 BL132
- (744854) 2010 BN148
- (744855) 2010 CP4
- (744856) 2010 CY23
- (744857) 2010 CZ29
- (744858) 2010 CP33
- (744859) 2010 CO37
- (744860) 2010 CT42
- (744861) 2010 CF58
- (744862) 2010 CX68
- (744863) 2010 CR72
- (744864) 2010 CM74
- (744865) 2010 CF77
- (744866) 2010 CA85
- (744867) 2010 CT89
- (744868) 2010 CD91
- (744869) 2010 CZ95
- (744870) 2010 CV103
- (744871) 2010 CC107
- (744872) 2010 CB113
- (744873) 2010 CX119
- (744874) 2010 CT140
- (744875) 2010 CL151
- (744876) 2010 CC155
- (744877) 2010 CB163
- (744878) 2010 CR168
- (744879) 2010 CV168
- (744880) 2010 CY250
- (744881) 2010 CF261
- (744882) 2010 CF270
- (744883) 2010 CK270
- (744884) 2010 CC271
- (744885) 2010 CH272
- (744886) 2010 CJ272
- (744887) 2010 CA273
- (744888) 2010 CR273
- (744889) 2010 DD1
- (744890) 2010 DP3
- (744891) 2010 DT8
- (744892) 2010 DG9
- (744893) 2010 DV9
- (744894) 2010 DM34
- (744895) 2010 DF38
- (744896) 2010 DF40
- (744897) 2010 DB43
- (744898) 2010 DF44
- (744899) 2010 DZ46
- (744900) 2010 DZ74
- (744901) 2010 DG94
- (744902) 2010 DP104
- (744903) 2010 DF105
- (744904) 2010 DZ106
- (744905) 2010 DZ107
- (744906) 2010 DQ108
- (744907) 2010 DE113
- (744908) 2010 EC29
- (744909) 2010 EB31
- (744910) 2010 EF31
- (744911) 2010 EF38
- (744912) 2010 ET41
- (744913) 2010 EX44
- (744914) 2010 EJ66
- (744915) 2010 EP70
- (744916) 2010 EQ75
- (744917) 2010 EC85
- (744918) 2010 EP88
- (744919) 2010 EP93
- (744920) 2010 EX93
- (744921) 2010 EW99
- (744922) 2010 ER100
- (744923) 2010 EN136
- (744924) 2010 EV141
- (744925) 2010 ER176
- (744926) 2010 EW188
- (744927) 2010 EA190
- (744928) 2010 ER190
- (744929) 2010 FE1
- (744930) 2010 FJ24
- (744931) 2010 FG29
- (744932) 2010 FT87
- (744933) 2010 FF95
- (744934) 2010 FK95
- (744935) 2010 FV126
- (744936) 2010 FM134
- (744937) 2010 FZ137
- (744938) 2010 FY139
- (744939) 2010 FC140
- (744940) 2010 FF140
- (744941) 2010 FJ140
- (744942) 2010 FO140
- (744943) 2010 FR140
- (744944) 2010 FJ142
- (744945) 2010 FF143
- (744946) 2010 GN26
- (744947) 2010 GJ27
- (744948) 2010 GS30
- (744949) 2010 GD67
- (744950) 2010 GE99
- (744951) 2010 GM100
- (744952) 2010 GP105
- (744953) 2010 GF109
- (744954) 2010 GF115
- (744955) 2010 GD116
- (744956) 2010 GO141
- (744957) 2010 GD160
- (744958) 2010 GY177
- (744959) 2010 GM181
- (744960) 2010 GA184
- (744961) 2010 GH189
- (744962) 2010 GH199
- (744963) 2010 GS199
- (744964) 2010 GB200
- (744965) 2010 GD200
- (744966) 2010 GJ200
- (744967) 2010 GJ201
- (744968) 2010 GK201
- (744969) 2010 GY202
- (744970) 2010 GK203
- (744971) 2010 GB212
- (744972) 2010 HU76
- (744973) 2010 HT138
- (744974) 2010 HA139
- (744975) 2010 HB139
- (744976) 2010 HK139
- (744977) 2010 JO15
- (744978) 2010 JJ37
- (744979) 2010 JF39
- (744980) 2010 JH43
- (744981) 2010 JM71
- (744982) 2010 JB76
- (744983) 2010 JL115
- (744984) 2010 JM120
- (744985) 2010 JR148
- (744986) 2010 JF150
- (744987) 2010 JY156
- (744988) 2010 JR158
- (744989) 2010 JC165
- (744990) 2010 JL176
- (744991) 2010 JS187
- (744992) 2010 JK188
- (744993) 2010 JL189
- (744994) 2010 JE196
- (744995) 2010 JB200
- (744996) 2010 JG204
- (744997) 2010 JP205
- (744998) 2010 JU210
- (744999) 2010 JB211
- (745000) 2010 JG211